# Guante de Oro de la Liga Venezolana de Béisbol Profesional
El Guante de Oro, es el premio otorgado en la Liga Venezolana de Béisbol Profesional al final de cada temporada al jugador que sea defensivamente excepcional en su posición y es presentado por la marca Rawlings. El premio se presenta a 9 jugadores en total cada año, uno por cada posición. En el caso de los jardineros, el premio no va a un jardinero izquierdo, uno central y uno derecho, sino que va a los tres jardineros más destacados defensivamente, sin tomar en cuenta en que zona del jardín juegan. Los peloteros elegibles deben haber participado en al menos la mitad de los encuentros de la ronda regular, mientras que los lanzadores tienen que aparecer entre los líderes en innings lanzados.
En la escogencia que se realiza durante el final de la temporada, participan los mánagers y coaches de los equipos de la liga.
Desde la temporada 2012-13, Rawlings junto con la empresa Kaba Novedades C.A., reconocen a la excelencia defensiva durante la temporada regular de la Liga Venezolana de Béisbol Profesional.
| Año | Enlace a la temporada correspondiente de la LVBP                |
| 1B  | Primera base                                                    |
| 2B  | Segunda base                                                    |
| 3B  | Tercera base                                                    |
| SS  | Shortstop                                                       |
| OF  | Outfielder                                                      |
| C   | Cácher                                                          |
| P   | Pitcher                                                         |
| **  | Ganador de más Guantes de Oro en su posición (** indica empate) |

## Ganadores
| Año     | 1B                         | 2B                     | 3B               | SS                 | OF               | OF               | OF              | C                   | P                |
| ------- | -------------------------- | ---------------------- | ---------------- | ------------------ | ---------------- | ---------------- | --------------- | ------------------- | ---------------- |
| 1993-94 | Carlos Quintana            | Orlando Muñoz          | Henry Blanco     | Rouglas Odor       | Carlos Burgillos | Jorge Uribe      | Robert Pérez    | Eduardo Pérez       | No hubo          |
| 1994-95 | Roberto Petagine           | Carlos García          | Carlos Martínez  | Omar Vizquel       | Darren Bragg     | James Nolan      | Robert Pérez    | Eduardo Pérez       | Antonio Castillo |
| 1995-96 | Carlos Quintana            | Eddy Díaz              | Miguel Cairo     | Tomás Pérez**      | Roger Cedeño     | Marvin Benard    | Robert Pérez    | Robert Machado      | Omar Daal        |
| 1996-97 | Jesús Méndez               | Henry Centeno          | Edgardo Alfonzo  | Alexander González | Magglio Ordóñez  | Roger Cedeño     | Robert Pérez    | Robert Machado      | Omar Daal        |
| 1998-99 | Fausto Abbad               | Jesús Azuaje           | Eddy Díaz        | Luis Ordaz         | Rafael Álvarez   | Selwyn Langaigne | Magglio Ordoñez | Robert Machado      | Lou Pote         |
| 2000-01 | Oscar Azócar               | Marco Scutaro          | Alejandro Prieto | César Izturis      | No hubo          | No hubo          | Antonio Álvarez | No hubo             | No hubo          |
| 2001-02 | Pedro Castellano           | Marco Scutaro          | Miguel Cabrera   | Tomás Pérez**      | Juan Rivera      | Endy Chávez      | Robert Pérez    | Raúl Chávez         | Felipe Lira      |
| 2012-13 | Ernesto Mejía Javier Brito | Luis Rodríguez         | C.J. Retherford  | Freddy Galvis**    | Gorkys Hernández | Alex Romero      | Frank Díaz      | Henry Blanco        | Alexander Torres |
| 2013-14 | Jesús Aguilar              | Yolmer Sánchez         | Niuman Romero    | Eduardo Escobar    | José Pirela      | Ender Inciarte   | Alex Romero     | Anderson De La Rosa | Mitch Lively     |
| 2014-15 | Héctor Giménez             | José Gregorio Martínez | Niuman Romero    | Freddy Galvis**    | Adonis García    | Paulo Orlando    | Félix Pérez     | Manuel Piña         | José Álvarez     |
| 2015-16 | Rangel Ravelo              | Ildemaro Vargas        | Hernán Pérez     | Edgar Durán        | Gorkys Hernández | Danry Vásquez    | José Martínez   | Gabriel Lino        | Omar Bencomo Jr. |